# Paolo Silvio Mazzoleni
Paolo Silvio Mazzoleni (Bergamo, 12 giugno 1974) è un arbitro di calcio italiano.

## Carriera
Proveniente dalla sezione di Bergamo, inizia ad arbitrare in Serie A nel 2004 con l'incontro tra Reggina-Livorno, dopo aver già diretto molte gare nelle serie minori; in particolare dal 2000 al 2004, anno quest'ultimo in cui viene promosso nella massima categoria arbitrale per decisione dell'allora designatore Maurizio Mattei, è inquadrato tra gli arbitri della CAN di Serie C dove gli vengono affidate in totale 52 partite di Serie C1, tra cui la finale play-off del 2004 tra Crotone e Viterbo.
Tra il 2004 e il 2006, nella massima categoria nazionale è presente anche il fratello Mario, di tre anni più anziano Il 3 luglio 2010, con la scissione della CAN A-B in CAN A e CAN B, viene inserito nell'organico della CAN A. Il successivo 20 dicembre viene ufficializzata la sua nomina ad arbitro internazionale, a partire dal 1º gennaio 2011.

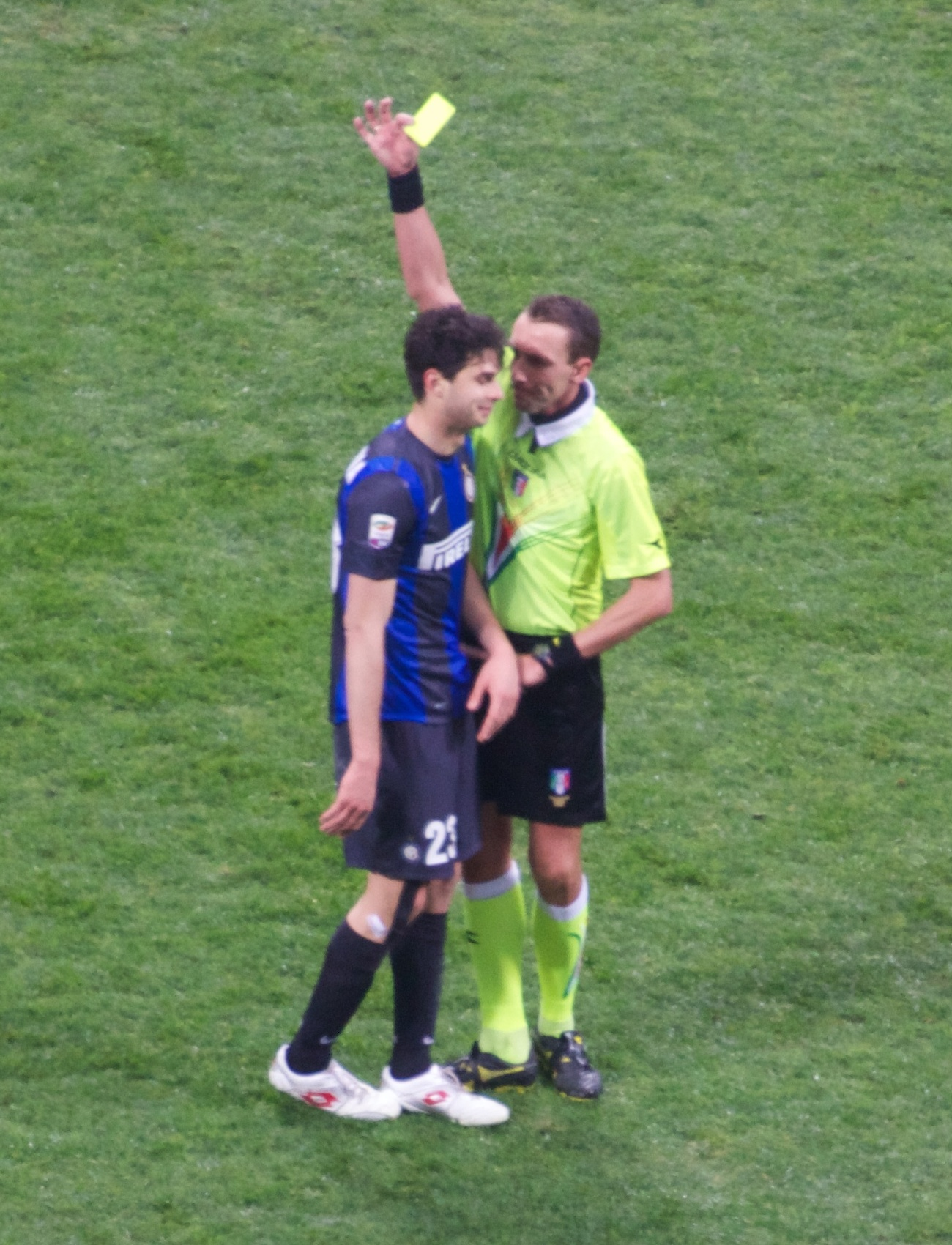
Mazzoleni ammonisce l'interista Andrea Ranocchia durante il derby di Milano del 24 febbraio 2013

Il 17 settembre 2011 dirige la sua prima classica del campionato di Serie A, quella tra Inter e Roma. Nel corso della carriera gli verranno affidati altri incontri di cartello del calcio italiano come Milan-Roma, oltreché le stracittadine di Genova, Milano, Roma e Torino. Sempre nel 2011 è designato per la prima volta in una gara tra nazionali maggiori: in novembre gli viene affidata l'amichevole Albania-Azerbaigian (0-1) disputatasi a Tirana.
L'11 agosto 2012 è designato per la finale di Supercoppa italiana a Pechino tra Juventus e Napoli, la prima partita nella storia del calcio italiano a prevedere l'utilizzo degli arbitri di porta, dopo il via libera dato dall'IFAB nel luglio precedente; la direzione di Mazzoleni è oggetto di critiche da parte della squadra napoletana, sconfitta 4-2 ai tempi supplementari, che in segno di protesta decide di disertare a fine gara la cerimonia di premiazione.
Il 21 aprile 2013, in occasione dell'incontro tra Catania e Palermo, festeggia la sua 100ª direzione di gara nel massimo campionato italiano di calcio. Il successivo 28 maggio si concede anche una divagazione ufficiosa, dirigendo a Torino la partita del cuore tra la nazionale italiana cantanti e il team campioni per la ricerca.
In campo internazionale, nel novembre 2013 fa il suo esordio nella fase a gironi di Europa League: l'UEFA lo designa per una partita della quarta giornata, tra i portoghesi del Vitória Guimarães e gli spagnoli del Real Betis. Il 6 agosto 2014 arriva anche il debutto in Champions League, nella gara di ritorno del terzo turno a Edimburgo tra gli scozzesi del Celtic e i polacchi Legia Varsavia. Il 9 ottobre 2014 debutta nelle qualificazioni del campionato d'Europa 2016, arbitrando a Skopje la gara tra Macedonia e Lussemburgo. In mezzo, nel febbraio 2015 è designato per dirigere la finale del Torneo di Viareggio tra le formazioni giovanili di Inter e Verona (2-1).
Il 1º dicembre 2018, in occasione della sfida tra SPAL ed Empoli, arbitra la sua 200ª gara in Serie A, appaiando Paolo Casarin tra gli arbitri lombardi che hanno diretto il maggior numero di partite nella massima serie italiana. Al termine dell'anno, per sopraggiunti limiti d'età, esce dalle liste degli arbitri internazionali.
Il 26 maggio 2019, con la direzione di Roma-Parma, conclude la carriera toccando la sua 210ª partita in Serie A; il successivo 3 luglio viene quindi dismesso dalla CAN A per limiti d'età.
Pochi giorni dopo viene inserito dall'Associazione Italiana Arbitri nel neonato "Gruppo VAR PRO", formato da arbitri ritirati dall'attività di campo e chiamati a svolgere la funzione di Video Assistant Referee per le gare di Serie A.
Dalla stagione 2021-2022 viene impiegato come VAR anche nel campionato di Serie B. Il 10 gennaio 2022 viene designato come VAR per la finale di Supercoppa italiana tra Inter e Juventus.
Il 24 maggio 2023 svolge la funzione di VAR durante la finale di Coppa Italia tra Inter e Fiorentina, vinta 2-1 dai nerazzurri, diretta da Massimiliano Irrati e assistito da Valerio Marini in qualità di AVAR.